# Rosidae (classification phylogénétique)
Cette page a pour objet de présenter un arbre phylogénétique des Rosidae (Rosidées), c'est-à-dire un cladogramme mettant en lumière les relations de parenté existant entre leurs différents groupes (ou taxa), telles que les dernières analyses reconnues les proposent. Ce n'est qu'une possibilité, et les principaux débats qui subsistent au sein de la communauté scientifique sont brièvement présentés ci-dessous, avant la bibliographie.

## Arbre phylogénétique
Le cladogramme présenté ici ne possède qu'une valeur indicative. Il n'est pas forcément consensuel, et on peut toujours se référer à la bibliographie au bas de l'article.
Le symbole ▲ renvoie à la partie immédiatement supérieure de l'arbre phylogénétique du vivant. Le signe ► renvoie à la classification phylogénétique du groupe considéré. Tout nœud de l'arbre portant plus de deux branches montre une indétermination de la phylogénie interne du groupe considéré.
Les habitudes typographiques des botanistes et des zoologistes sont différentes. Ici, par commodité de lecture, et certains groupes actuels relevant des deux domaines traditionnels, les noms de taxons supérieurs au genre sont tous écrits en caractères droits, les noms de genres ou d'espèces en italiques.
À la suite d'un taxon, sa période d'apparition, quand elle est connue, peut être indiquée suivant la légende suivante :
(Plé) : Pléistocène ; (Pli) : Pliocène ; (Mio) : Miocène ; (Oli) : Oligocène ; (Éoc) : Éocène ; (Pal) : Paléocène ; (Cré) : Crétacé ; (Jur) : Jurassique ; (Tri) : Trias ; (Per) : Permien ; (Car) : Carbonifère ; (Dév) : Dévonien ; (Sil) : Silurien ; (Ord) : Ordovicien ; (Camb) : Cambrien ; (Edi) : Édiacarien. Pour plus de précision si possible, (-) : inférieur ; (~) : moyen ; (+) : supérieur.

```
▲

└─o 
Rosidae

  ├─o 
Rosidae II
 ou 
Malvidae

  │ ├─o
  │ │ ├─o 
Geraniales

  │ │ └─o 
Myrtales

  │ └─o
  │   ├─o 
Crossosomatales

  │   └─o
  │     ├─o 
Picramniales

  │     └─o
  │       ├─o 
Sapindales

  │       └─o
  │         ├─o 
Huerteales

  │         └─o
  │           ├─o 
Malvales

  │           └─o 
Brassicales

  └─o 
Rosidae I
 ou 
Fabidae

    ├─o 
Zygophyllales

    └─o
      ├─o
      │ ├─o 
Celastrales

      │ └─o  
      │   ├─o 
Oxalidales

      │   └─o 
Malpighiales

      └─o
        ├─o 
Fabales

        └─o
          ├─o
          │ ├─o 
Cucurbitales

          │ └─o 
Fagales

          └─o 
Rosales
```

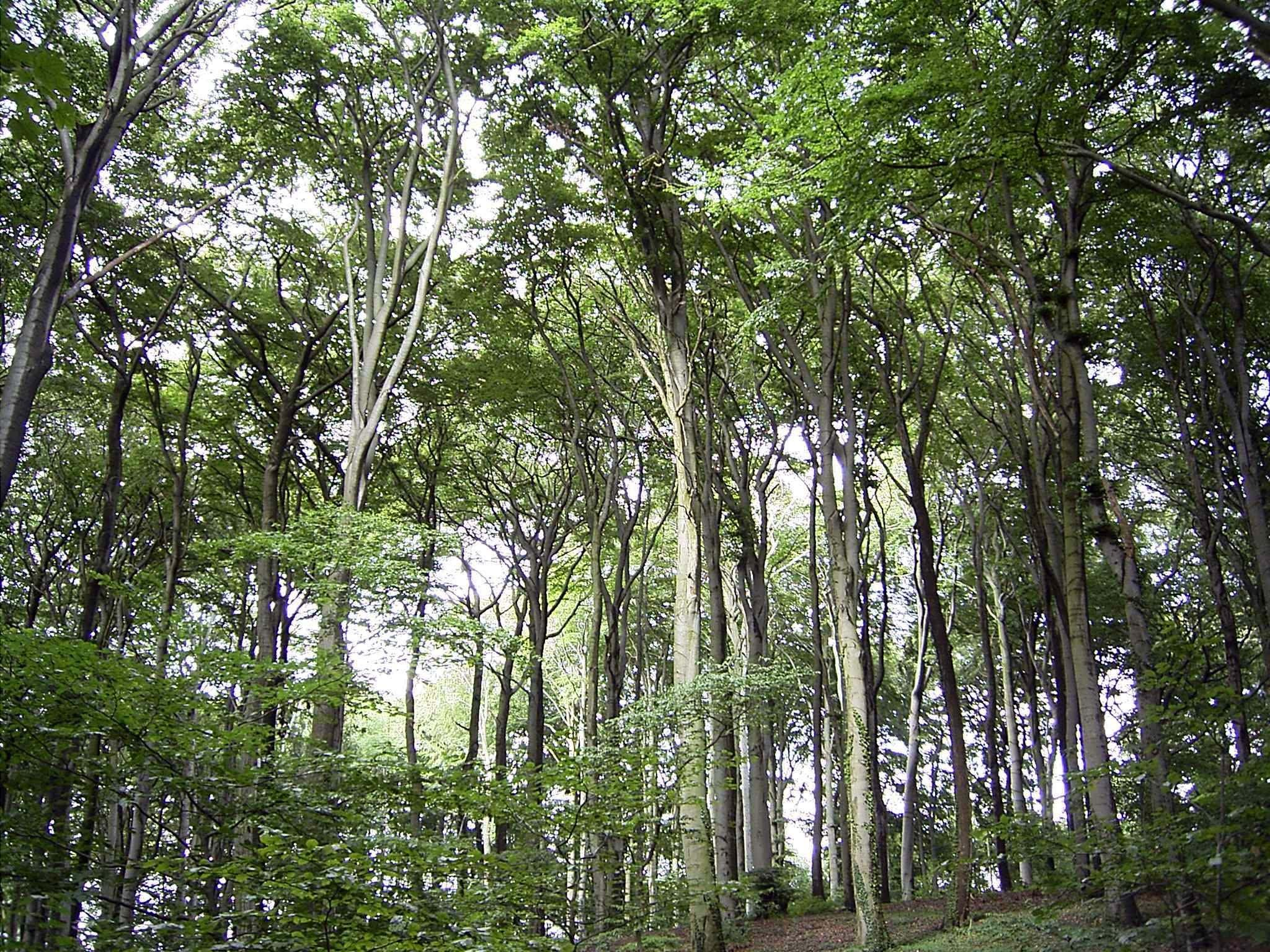
Hêtre (Fagus sylvatica, Fagales, Fagaceae)
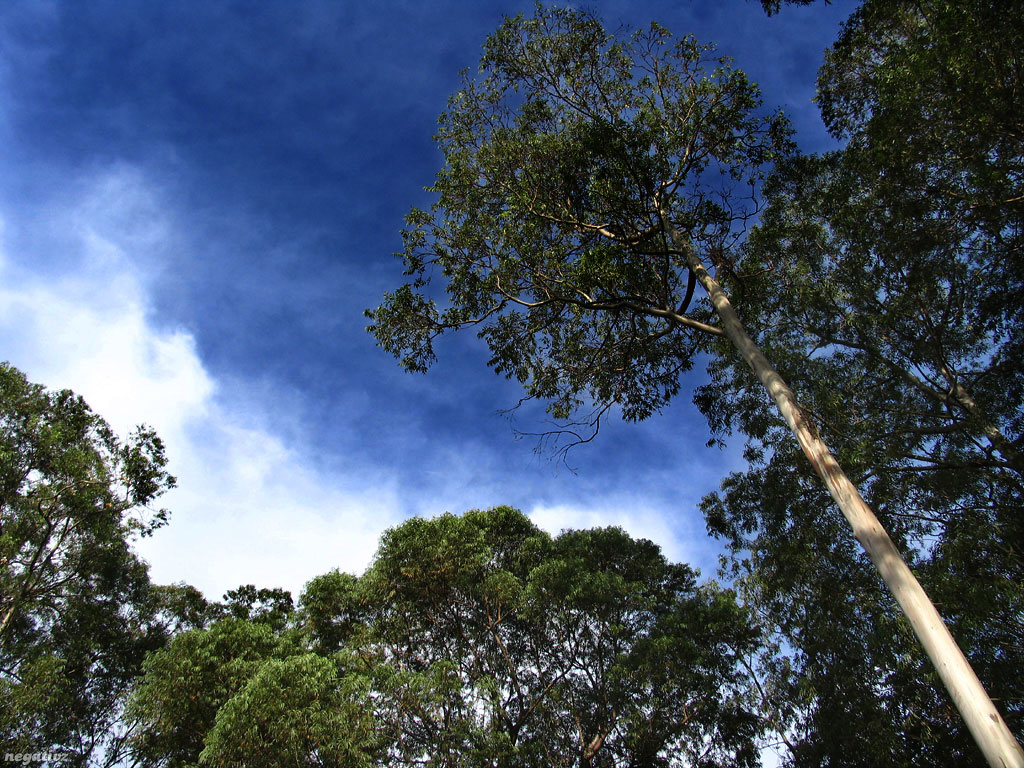
Eucalyptus (Eucalyptus sp., Myrtales, Myrtaceae)
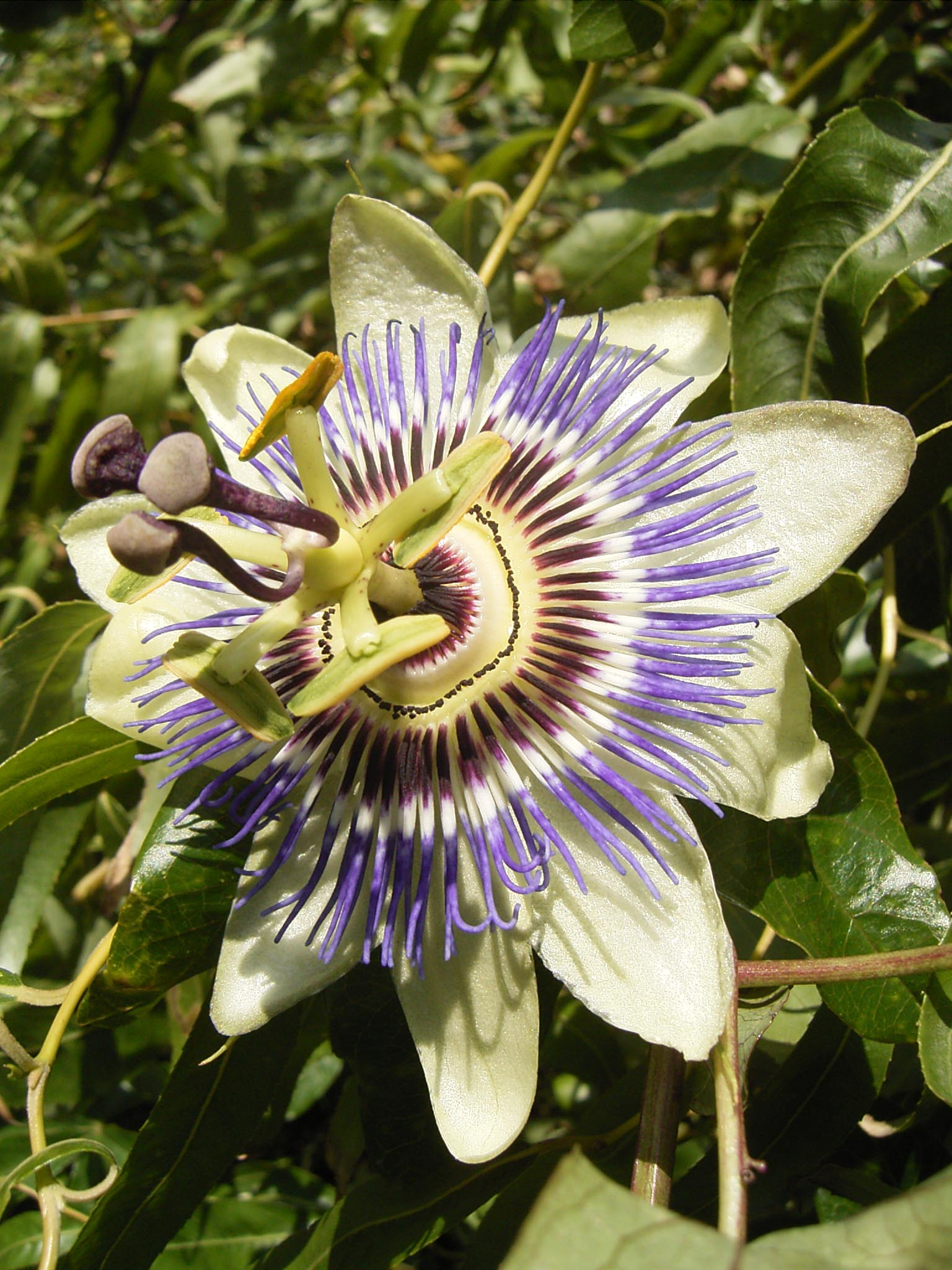
Passiflore (Passiflora caerulea, Malpighiales, Passifloraceae)
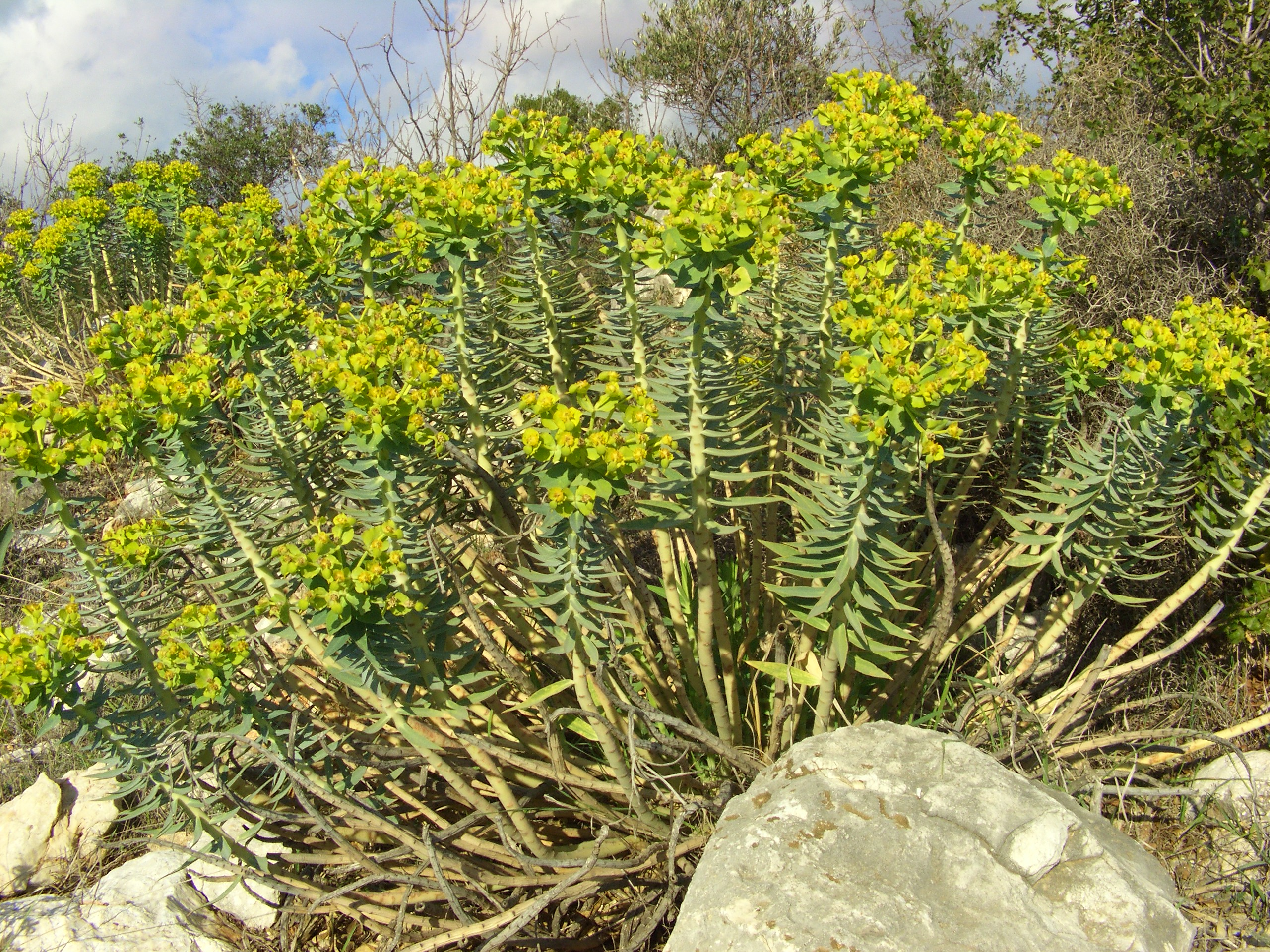
Euphorbe (Euphorbia rigida, Malpighiales, Euphorbiaceae)
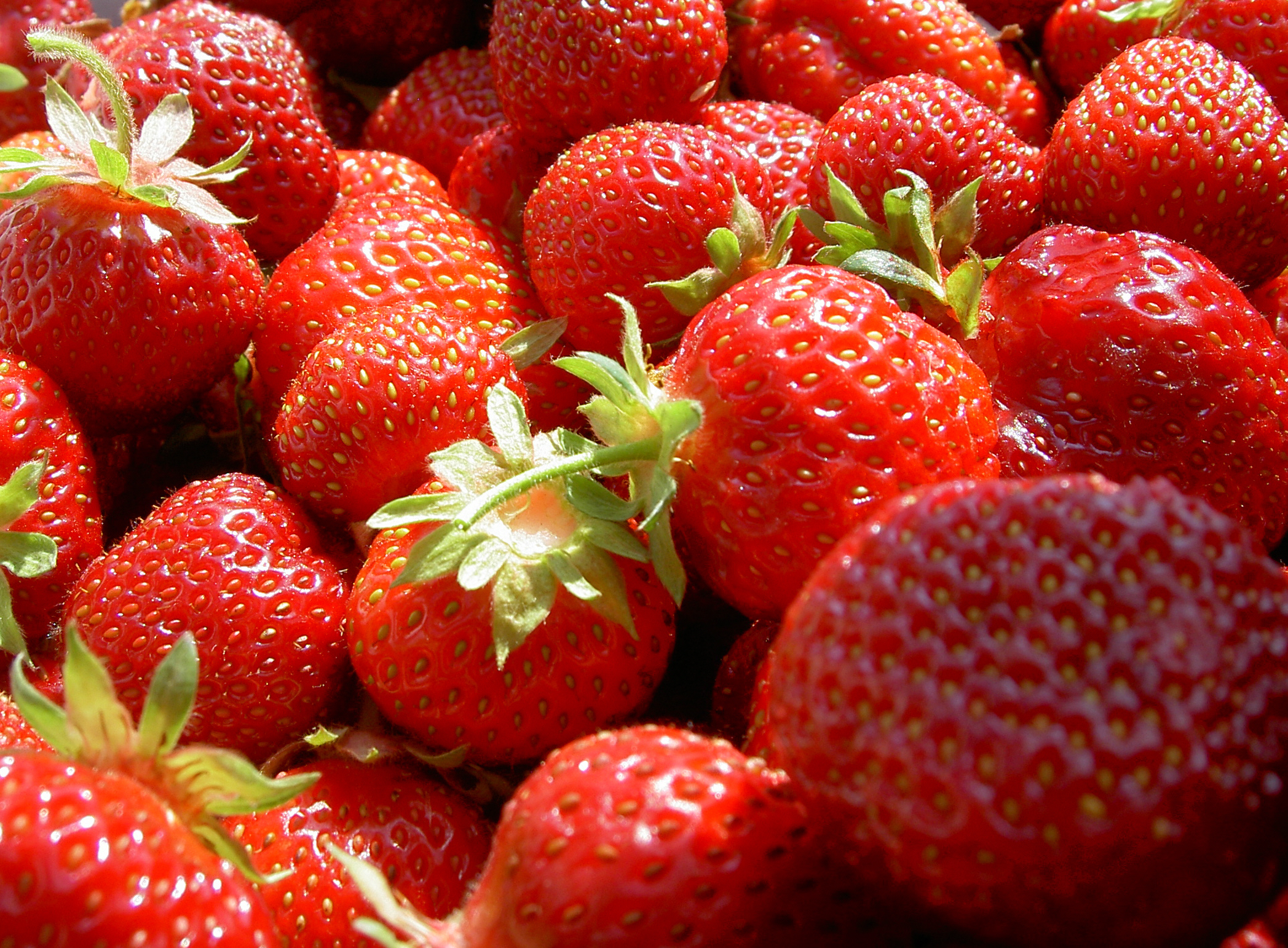
Fraise (Fragaria sp., Rosales, Rosaceae)
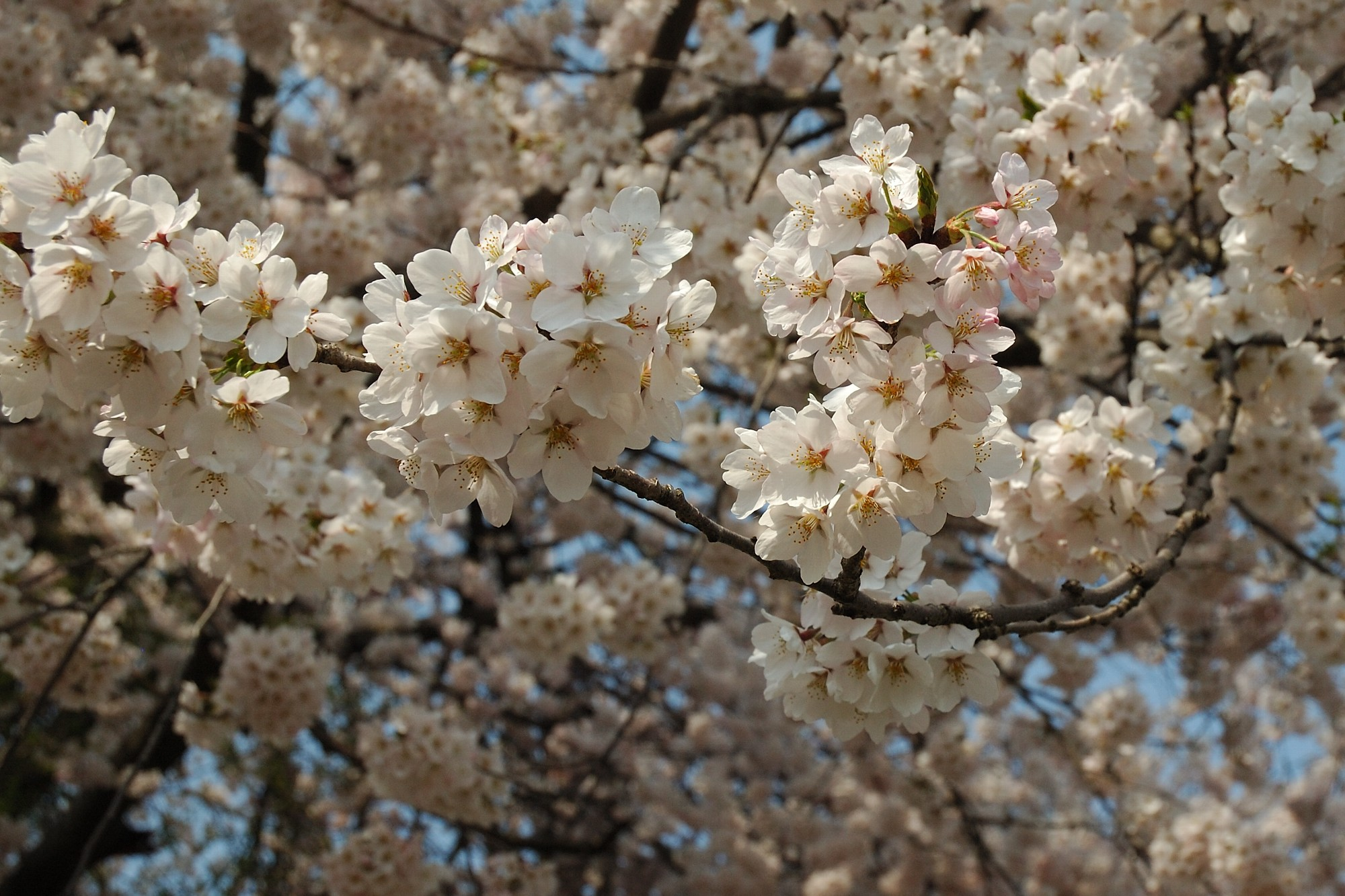
Prunus serrulata (Rosales, Rosaceae)
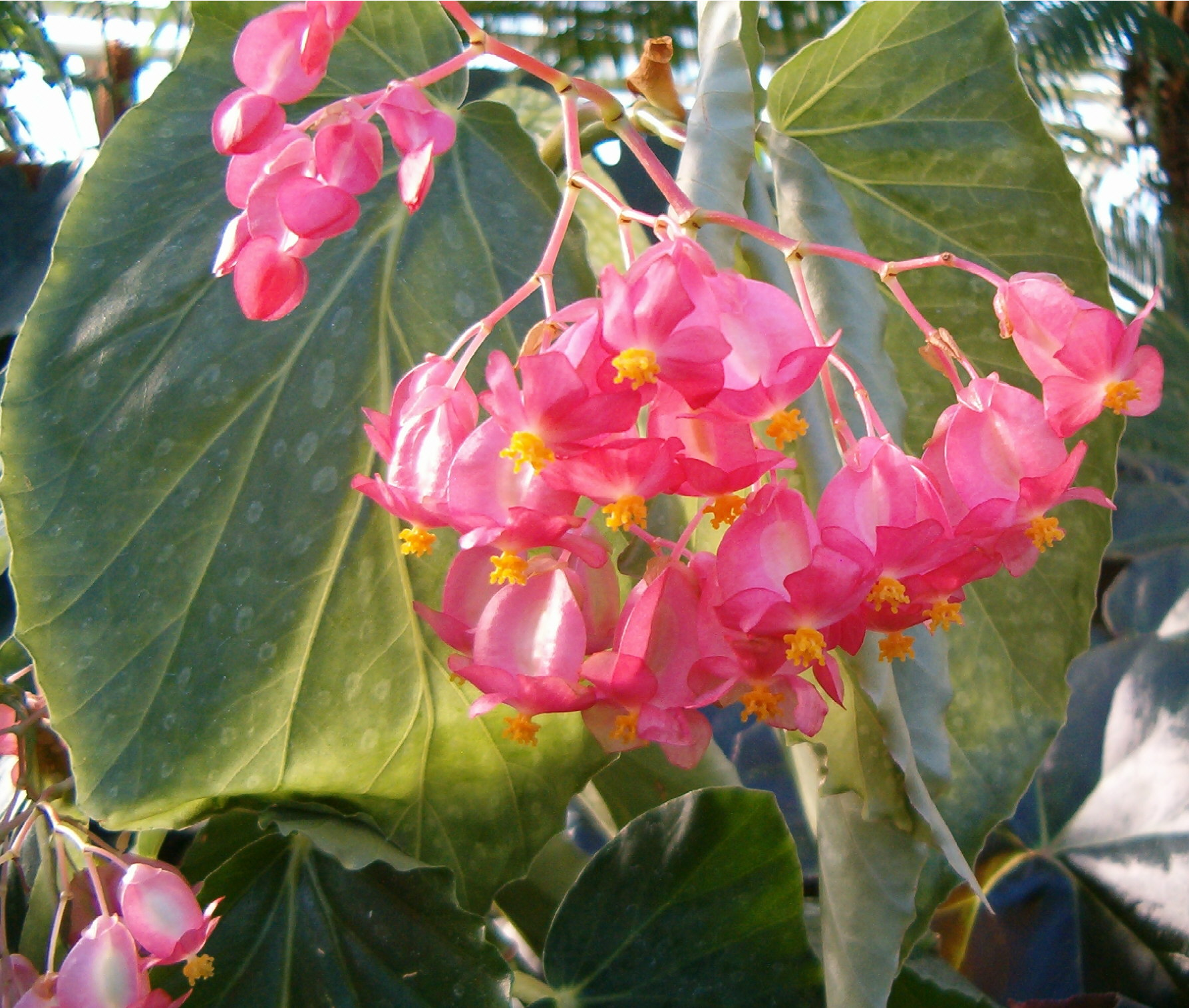
Begonia corallina (Cucurbitales, Begoniaceae)
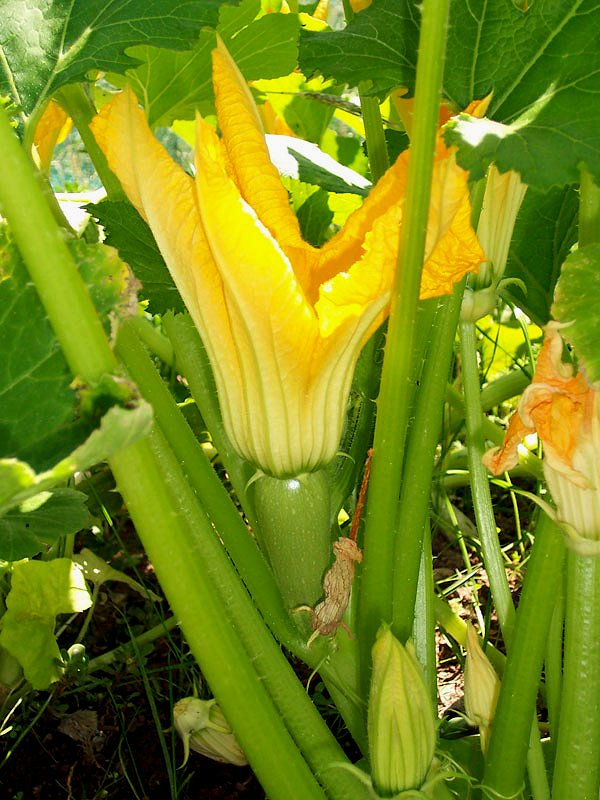
Courgette (Cucurbita pepo, Cucurbitales, Cucurbitaceae)
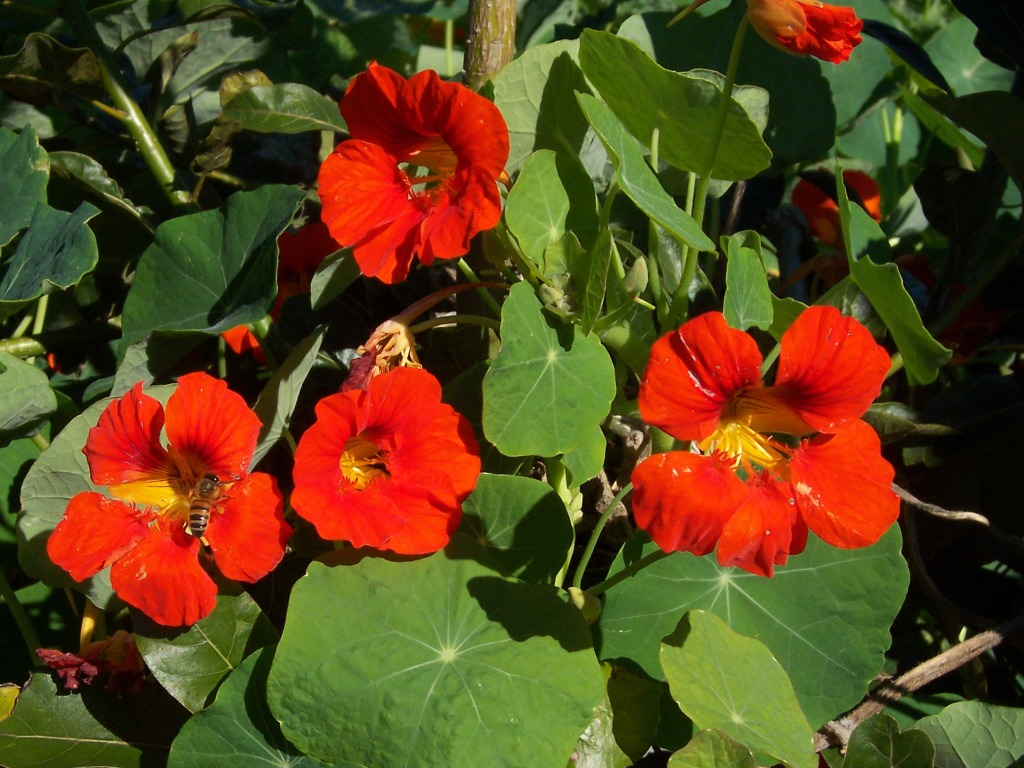
Grande capucine (Tropaeolum majus, Brassicales, Tropaeolaceae)
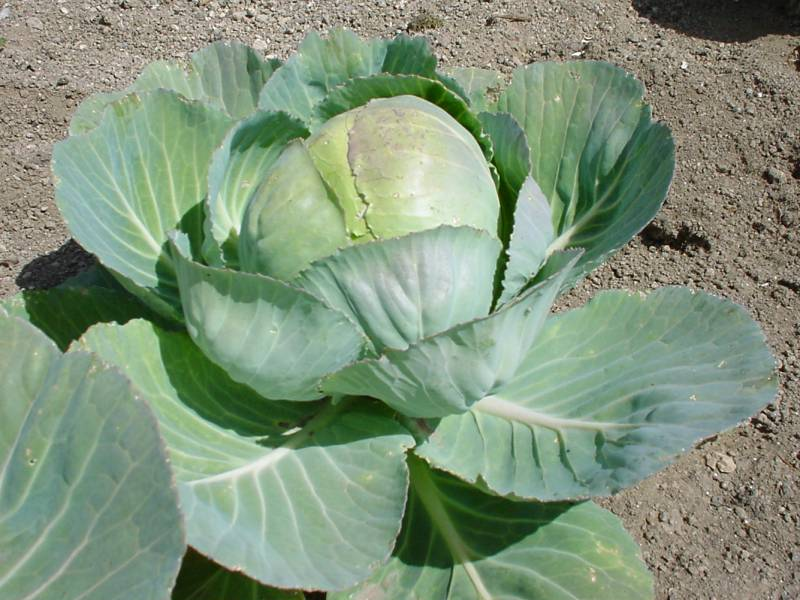
Chou vert (Brassica oleracea, Brassicales, Brassicaceae)
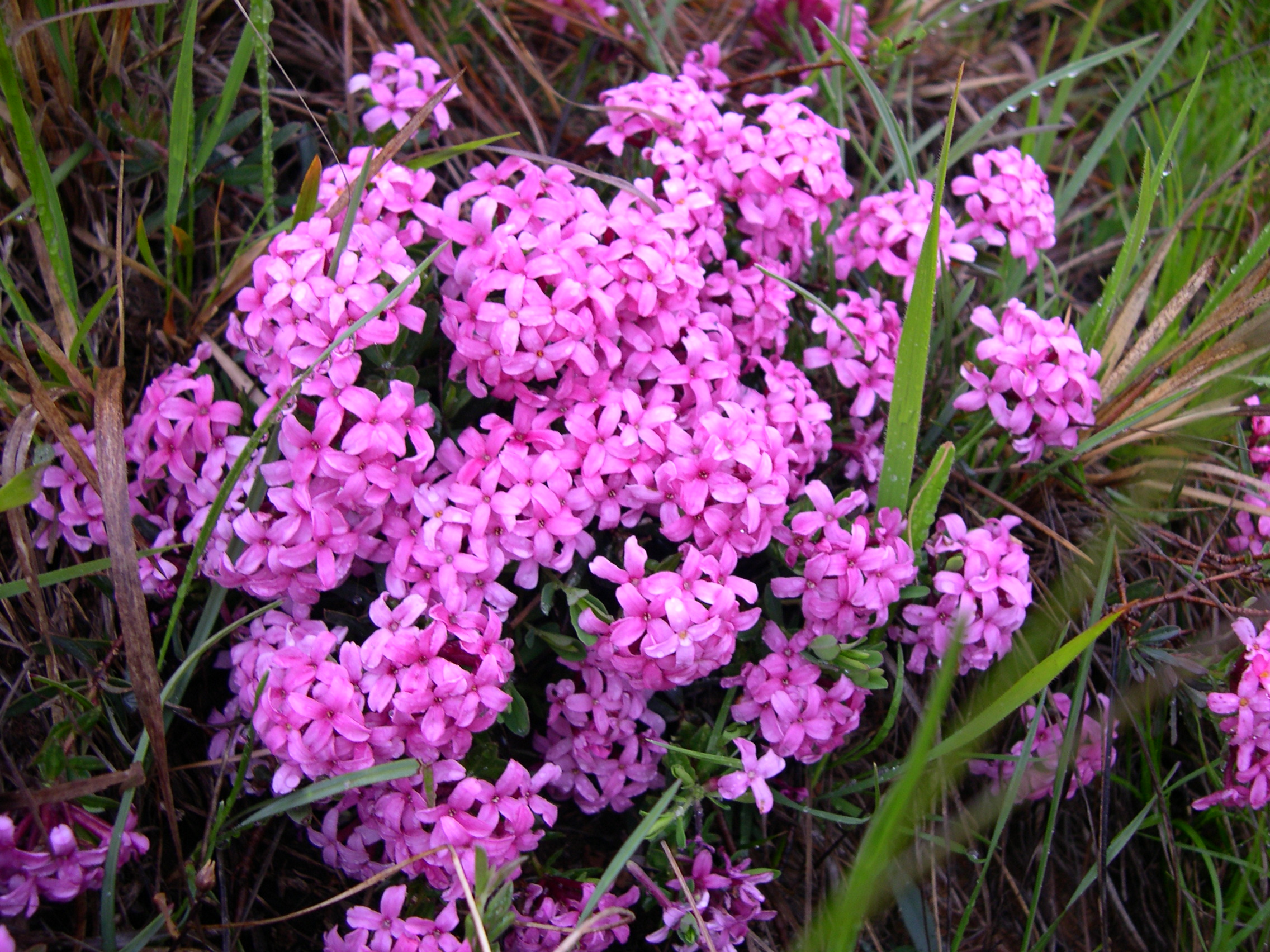
Daphne cneorum (Malvales, Thymelaeaceae)

## Débat scientifique relatif à la phylogénie desRosidae
Cet arbre reprend les conclusions de l' Angiosperm Phylogeny Website (voir ci-dessous), qui précise les termes des débats et les références.

### Sources bibliographiques
- Martin F. Wojciechowski, Matt Lavin et Michael J. Sanderson (2004) « A phylogeny of legumes (Leguminosae) based on analysis of the plastid matK gene resolves many well-supported subclades within the family », American Journal of Botany 91 (11) pp. 1846–1862
- The Angiosperm Phylogeny Group (2003) « An update of the Angiosperm Phylogeny Group classification for the orders and families of flowering plants: APG II », Botanical Journal of the Linnean Society, 141, pp. 399-436

### Sources internet
- Angiosperm Phylogeny Website
- Mikko's Phylogeny Archive
- The Taxonomicon
- NCBI Taxonomy Browser
- The Tree of Life Web Project